# Cantó de Pons
El cantó de Pons és un cantó francès del departament del Charente Marítim, al districte de Saintes. Té 19 municipis i el cap és Pons.

## Municipis
- Avy
- Belluire
- Biron
- Bougneau
- Brives-sur-Charente
- Chadenac
- Coulonges
- Échebrune
- Fléac-sur-Seugne
- Marignac
- Mazerolles
- Montils
- Pérignac
- Pons
- Rouffiac
- Saint-Léger
- Saint-Seurin-de-Palenne
- Saint-Sever-de-Saintonge
- Salignac-sur-Charente

| Data d'elecció                           | Identitat            | Partit                     | Qualitat |
| ---------------------------------------- | -------------------- | -------------------------- | -------- |
| 1949-1961                                | Marc Dulin           | radical                    |          |
| 1961-1965                                | Roger Pellevoisin    | radical                    |          |
| 1965-1979                                | M. Thomas            | Divers droite              |          |
| 1979-1985                                | M. Jaubert           | MRG, després divers gauche |          |
| 1985-1992                                | Pierre Delapeyronnie | RPR                        |          |
| 1992-1993                                | Guy Mouillot         | PS                         |          |
| 1993-                                    | Daniel Laurent       | RPR, després UMP           |          |
| les dades anteriors no són pas conegudes |                      |                            |          |
|                                          |                      |                            |          |

| A partir de 1990: Població sense dobles comptes |